# Chaim Kanievsky

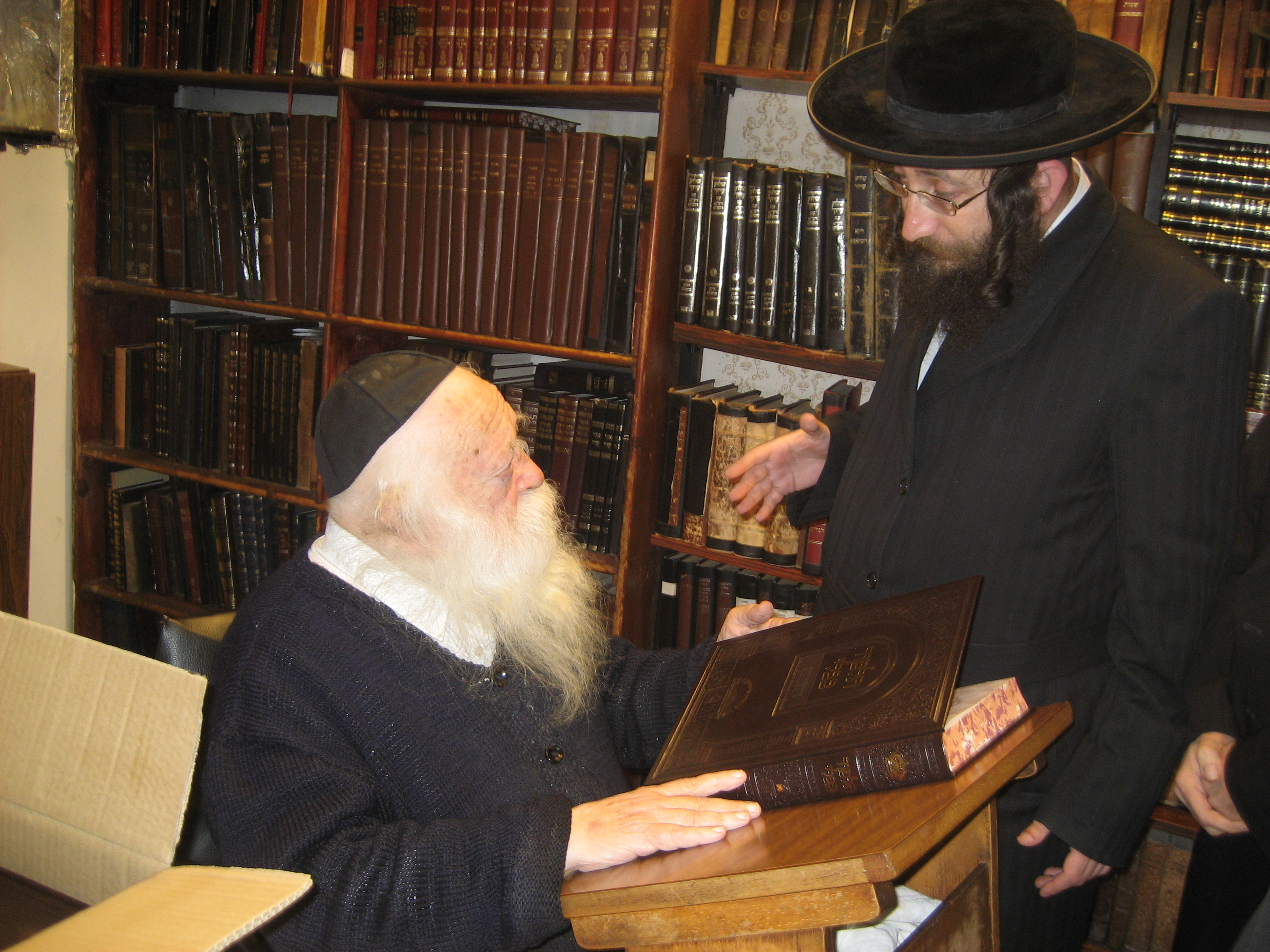

Pour les articles homonymes, voir Kanievsky.
Shmaryahou Yossef 'Haïm Kanievsky (hébreu : שמריהו יוסף חיים קַניֶבסקִי ou קאניעווסקי selon la graphie yiddish), dit Reb Haïm ou Sar HaTorah (le « Prince de la Torah »), est une autorité rabbinique contemporaine (né le 8 janvier 1928, Pinsk et mort le 18 mars 2022 - 17 Adar Beth  à Bnei Brak), considéré de son vivant comme l’une des plus grandes figures spirituelles du judaïsme orthodoxe, en particulier dans le courant lituanien au sein du judaïsme ultra-orthodoxe.

## Biographie

### Pologne
Chaim Kanievsky naît le 8 janvier 1928 à Pinsk, alors en Pologne. Il est le fils du rabbin Yaakov Yisrael Kanievsky, dit le Steipler, et de Miriam Karelitz, sœur du rabbin Avrohom Yeshaya Karelitz, dit le Hazon Ish, tous deux chefs de file du judaïsme ultra-orthodoxe lituanien. Son père donne à l’enfant le nom de ses deux grands-pères, les rabbins Shmaryahou Yossef Karelitz et Haïm Peretz Kanievsky ; il sera surtout connu sous le nom de Chaim.

### Palestine mandataire
Le 1er nissan 5694 (1934), la famille émigre à Bnei Brak, au domicile du Hazon Ish, et s’établit ensuite à proximité de celui-ci, au gré de ses déplacements.
Durant la Guerre d'indépendance d'Israël, Chaim Kanievsky étudie à la Yechiva de Łomża à Petach Tikvah et est appelé à l'armée.
En 1951, Chaim Kanievsky épouse Batsheva Esther dite Batsheva (1932-2011), fille du rabbin Yosef Shalom Eliashiv, et petite-fille du rabbin Aryeh Levin. Ils ont eu huit enfants : Hannah, Leah, Avraham, Ruth, Shlomo, Bracha, Dinah et Yitzhak.
Chaim Kanievsky vivait à Bnei Brak (Rashbam St 23),.

### Études de la Torah
Il consacre de nombreuses heures chaque jour à l'étude de la Torah et termine une fois par an l'étude du Talmud de Babylone.

### Gadol Hador
Dans le monde Haredi, lituanien, il est considéré, comme un des deux leaders, avec le rabbin Gershon Edelstein, Rosh Yeshiva de la Yechiva de Ponevezh.

### Décès
Chaim Kanievsky meurt le vendredi  18 mars 2022 à son domicile de Bnei Brak, à l’âge de 94 ans,,,,,,,
,
,,,,,.
Des efforts de réanimation par des membres de Hatzalah restent sans succès et il est déclaré mort peu après.
Il ne se sentait pas bien depuis quelques jours et n'avait pas reçu de visiteur pour la fête de Pourim, le jour précédent, contrairement à ses habitudes.
Sa santé s'était dégradée les dernières années. Il est testé positif au COVID-19 en 2020.
Il est enterré le dimanche 20 mars 2022 à Bnei Brak,, dans ce que le New York Times décrit comme « un des plus grands rassemblements de l'histoire d'Israël. »

### Hommages
- Le président de l'État d'Israël, Isaac Herzog déclare : « Son amour de la Torah, sa modestie, son humilité et son leadership spirituel vont manquer au monde de la yechiva et au peuple d'Israël en entier[3]. »
- Le premier ministre d'Israël, Naftali Bennett, déclare : « Il s'est toujours assuré de recevoir chaque personne avec un cœur ouvert et léger[3]. »
- L'ancien premier ministre d'Israël, et leader de l'opposition, Benjamin Netanyahu, déclare : « Le peuple d'Israël a perdu un immense érudit qui était un lien clé dans la chaîne de transmission de la Torah de génération en génération[3]. »
- Le grand-rabbin d'Israël, David Lau, déclare : « Le peuple d'Israël a perdu le géant de la génération[3]. »

## Œuvres
- (he) Derech Emunoh. 2 vols.
- (he) Derech Chochmoh.
- (he) Sha'arei Emunoh. 2 vols.
- (he) Shoneh Halachos. 3 vols.
- (he) Shekel Hakodesh.
- (he) Orchos Yosher.
- (he) Siach Hasadeh. 2 vols.
- (he) Nachal Eisan.
- (he) Ta'ama D'kra.
- (he) B'sha'ar Hamelech.
- (he) L'mechase Atik.
- (he) Kiryas Melech.